# Bluenext
BlueNext était une bourse à ambition mondiale, née le 21 décembre 2007 de la volonté de NYSE Euronext et de la Caisse des Dépôts, dédiée en premier lieu au marché du carbone dans un contexte de financiarisation des enjeux liés au climat. Support à la Fraude à la TVA sur les quotas de carbone mise au jour en 2009, elle cesse toute activité en 2012.

## Histoire et positionnement
Le marché des échanges de quotas de CO2 dans l'industrie est l'un des outils mis en place dans le cadre du protocole de Kyoto, qui vise à endiguer les émissions de dioxyde de carbone, un des principaux gaz à effet de serres.
Dans le cadre du système d'échange de quotas d'émission de l'Union européenne institué en 2005, le marché des quotas carbone est une bourse qui permet aux industries et aux compagnies électriques, soumises à un plafond annuel d'émissions de CO2, d'acheter les crédits d'émissions des compagnies qui se situent, elles, en dessous de leur plafond. 
Ces crédits sont négociés sur des plate-formes telle Bluenext. Bluenext basée à Paris et filiale commune de la Caisse des dépôts et consignations et de  NYSE Euronext réalise 90 % des transactions d'échange de quotas d'émission de l'Union européenne pour un montant de près de 10 milliards d'euros en 2008.
BlueNext a notamment repris l’activité carbone de Powernext, lancée le 24 juin 2005, et positionnait sa stratégie sur trois volets :
- le développement de la gamme de produits existants (dérivés sur météorologie, etc.) ;
- l’élargissement de l'offre à l’Asie et l’Amérique du Nord ;
- la globalisation des clients de la communauté énergétique à la communauté financière.

En raison de :
- la perte de l'autorisation de gérer la vente de quotas de CO2 dans le cadre de l'Union européenne,
- et des lourdes Fraude à la TVA sur les quotas de carbone dont la responsabilité a incombé à l'entreprise[4],

BlueNext a cessé toutes ses activités en décembre 2012.

## Fraudes et escroqueries
Selon un rapport de la cour des comptes (La fraude à la TVA sur les quotas carbone, Rapport public annuel 2012 de février), « la fraude s’est déployée sur un  marché naissant, qui a subitement décollé, et dans un contexte de rivalité entre la place de Paris qui souhaitait devenir leader mondial des échanges de quotas de CO2 au comptant, et la place de Londres ».
Destinée à devenir la bourse d'échange des quotas d'émissions de CO2 permettant leurs achats et reventes au cours du jour, la conception du système BlueNext a présenté deux faiblesses originelles, formalités d’entrée sur ce marché limitées au minimum, l'assujettissement à la TVA dans certains pays et pas dans d'autres. Les fraudeurs ont multiplié les allers-retours (Carrousel à la TVA) sur le marché et n’ont rien reversé aux services des états destinataires.
La Bourse d'échange des quotas de CO2 a dû payer 31 millions d'euros aux autorités françaises, dans le cadre d'un redressement fiscal à la suite d'une gigantesque fraude à la TVA qui a coûté 2 milliards d'euros à la France entre 2006 et 2009,.

### Vidéo
- Donald Walther, « Quotas carbone : comprendre la fraude fiscale qui a coûté 1,6 milliard d’euros à l’Etat » [vidéo], sur LeMonde.fr, 1er juin 2017

### Émission de Radio
- Maylis Besserie, « La criminalité en col blanc 1/4 : La mafia du CO2 » [audio], sur Radio France,France Culture, Entendez-vous l'éco ?, 5 février 2018 (consulté le 19 mars 2024).